# Матчерська сільська рада
Матче́рська сільська рада (рос. Матчерский сельский совет) — сільське поселення у складі Земетчинського району Пензенської області Росії.
Адміністративний центр — село Матчерка.

## Історія
2006 року ліквідовано селище Разін.

## Населення
Населення — 869 осіб (2019; 1052 в 2010, 1289 у 2002).

## Склад
До складу сільської ради входять:
| Населений пункт  | Населення, осіб (2002) | Населення, осіб (2010) |
| ---------------- | ---------------------- | ---------------------- |
| Люмберці, селище | 5                      | 6                      |
| Матчерка, село   | 1283                   | 1046                   |
| Разін, селище    | 1                      | -                      |